# Isle of Wight Pippin
Der Isle of Wight Pippin, auch Isle of Wight, Isle of Wight Orange, ehemals Orange Pippin, ist eine Sorte des Kulturapfels (Malus domestica). Die Sorte wurde 1817 auf der Isle of Wight aus der Normandie eingeführt, ist aber vermutlich deutlich älter. Der älteste bekannte Baum stand am Wraxhall Cottage auf der Isle of Wight.
Die Früchte sind klein bis mittelgroß und rund bis angeflacht. Die Grundfarbe ist grün mit orangen bis roten Färbung. Insgesamt wirkt der Apfel "kupferartig". Der Apfel blüht früh im Jahr, reift aber verhältnismäßig spät. Der Baum wächst kräftig, und ist resistent gegen Mehltau und Obstbaumkrebs.
Der Apfel ist im Frischluftlager von September bis Januar genussfähig. Im 18. Jahrhundert wurde die Sorte häufig eingesetzt, um Cidre zu produzieren. Dabei lag ihr Hauptanbaugebiet im englischen Herefordshire. Robert Hogg beschrieb den Apfel in seinem Fruit Manual als nicht sehr starkwüchsig, gesund und mit kräftigen Erträgen. Von all den Äpfeln, die zu Hoggs Zeit als Orange Pippin bekannt waren, ist der Isle of Wight Pippin der wohlschmeckendste und am besten zum Anbau geeignete.